# Гумперда
Гумперда (њем. Gumperda) општина је у њемачкој савезној држави Тирингија. Једно је од 93 општинска средишта округа Зале-Холцланд. Према процјени из 2010. у општини је живјело 379 становника. Посједује регионалну шифру (AGS) 16074034.

## Географски и демографски подаци
Гумперда се налази у савезној држави Тирингија у округу Зале-Холцланд. Општина се налази на надморској висини од 216 метара. Површина општине износи 6,3 km². У самом мјесту је, према процјени из 2010. године, живјело 379 становника. Просјечна густина становништва износи 60 становника/km².

## Међународна сарадња
| Мјесто    | Држава   | Врста сарадње | Од    |
| --------- | -------- | ------------- | ----- |
| Монтелупо | Италија  | пријатељство  | 1992. |
| Домбовар  | Мађарска | контакт       | 2000. |
| Извор     |          |               |       |